# Domus de Maria
Domus de Maria är en ort och kommun i provinsen Sydsardinien i regionen Sardinien i sydvästra Italien. Kommunen hade 1 663 invånare (2017).